# Jaket
En jaket (på engelsk morning dress eller cutaway) er en formel dagdragt til mænd. Den består af jakke som jakken fra kjole og hvidt, men med skøderne afrundede (cut away) foran i stedet for afhakkede. Jakken har spidst revers.
Til jaket hører sort eller koksgrå vest, der ofte er dobbeltradet, og gråstribede bukser. Dertil skjorte og slips og høj hat.
En mindre formel version er morning suit med jakke, vest og bukser i samme stof og farve. Den findes i lysegrå eller mellemgrå og benyttes til bryllupper om sommeren og ved hestevæddeløb som Royal Ascot, men ses stort set kun i Storbritannien.
I dag bruges den kun til bryllupper, officielle begivenheder med borgmestre, regeringsmedlemmer eller royale og til sociale sammenkomster som Royal Ascot, formelle frokoster (heriblandt City of Londons, som Livery Companies og lav) og som uniform på Storbritanniens mest traditionelle skoler som Eton. I Tyskland bruges jaket med mørkegrå eller sort vest  til formelle begravelser.[kilde mangler]
Jaketten var som habit og diplomatfrakke dagligdragt for herrer til første verdenskrig . Efter krigen blev jakkesæt den primære dragt, mens jaketten blev brugt ved formelle begivenheder. Diplomatfrakken gik helt af mode.